# Уфа
Уфа (рус. Уфа, башк. Өфө) град је у Русији и главни град Башкортостана. Према попису становништва из 2010. у граду је живело 1.062.300 становника и сматра се индустријским, економским, научним и културним центром републике, што га чини једанаестим градом по популацији у Русији, а четвртим у Поволшком федералном округу. Уфа лежи на ушћу река Белаје и Уфе у централно-северном Башкортостану, на брежуљцима који формирају висораван Уфе, западно од јужног Урала.
Сматра се да је град основан 1574. године, када је на месту града изграђена тврђава по налогу Ивана Грозног. Уфа је постала престоница Губерније у Уфи 1865. године када се одвојила од Оренбуршке губерније. Популација у граду се нагло повећала током раног 20. века. Данас се економија Уфе састоји превасходно од индустрије за прераду нафте, хемију и машинство. Нафтна компанија Башњефт и неколико њених подружница имају седиште у Уфи.
Уфа је била домаћин одвојених самита групе БРИКС као и Шангајске организације за сарадњу у 2015. години. Уфа је повезане са остатком Русије са железницом и две савезне магистрале: магистралним путевима М5 и М7. У граду се налази аеродром Уфа. Као главни град Башкортостана, у њему живи значајан број етничких Татара и Башкира.
Бројне образовне институције смештене су у Уфи, укључујући Башкирски државни универзитет, Државни ваздухопловни технички универзитет Уфа, Државни нафтни технолошки универзитет Уфа, и Уралски државни правни универзитет. У Уфи се налазе споменик Руско-башкирског пријатељства, џамија Лала Тулпан и Саборна катедрала Рођења Богородице.

## Етимологија
Име Уфа долази од реке Уфе на којој лежи град. Порекло имена реке је, међутим, спорно. Постоје неколико верзија:
- У Меморијалној књизи провинције Оренбург за 1865. годину дата је следећа верзија: На десним узвишеним обалама реке Буле налази се град Уфа (реч башкирског порекла што значи тамна вода), тако давно назван од стране Башкира.[3].
- Кузејев Р. Г., позивајући се на А. Камалова, указује да назив потиче од речи "упе" - река која се среће у балтичким језицима.[4].
- Руски лингвиста Александар Матвејев сматра да је име иранског порекла, од "aп", што значи вода.[5]
- Према лингвисткињи-туркологињи Н. К. Дмитријевој и локалном историчару А. Н. Сергејеву, име града долази од речи "Уба", што на башкирском значи "брдо", "насип".[6][7]
- Постоји и верзија о пореклу имена из етнонима башкирског племена Упеј (башк. өпәй).

## Географија
Површина градског подручја је 753,7 km². Град се протеже више од 50 километара правцем југозапад-североисток, око ушћа реке Уфа у реку Белаја, југозападно од планине Урал.

### Геологија
Под градом се налази систем од 20 природних пећина и тунела у азбесним и гипсаним стенама. Најдужи тунел - Дудкинскаја, има дужину већу од 2,5 километра. Дужина преосталих тунела не прелази 800 м.

### Клима
Уфа се налази у северно-шумско-степској подзони умереног појаса. Клима је умерено континентална, прилично влажна, лета су топла уз благе промене температуре из месеца у месец, зиме су умерено хладне и дуге. Средња јануарска температура: -12.4 °C, најнижа: -53 °C (1. јануара 1979), просечна јулска температура: + 19,7 °C, максимална: + 43 °C (1972). Просечна годишња температура ваздуха: + 3,8 °C. Просечна количина падавина: 589 мм.
| Клима Уфе                   | Клима Уфе     | Клима Уфе     | Клима Уфе     | Клима Уфе     | Клима Уфе   | Клима Уфе    | Клима Уфе    | Клима Уфе    | Клима Уфе   | Клима Уфе     | Клима Уфе     | Клима Уфе    | Клима Уфе     |
| Показатељ \ Месец           | .Јан.         | .Феб.         | .Мар.         | .Апр.         | .Мај.       | .Јун.        | .Јул.        | .Авг.        | .Сеп.       | .Окт.         | .Нов.         | .Дец.        | .Год.         |
| --------------------------- | ------------- | ------------- | ------------- | ------------- | ----------- | ------------ | ------------ | ------------ | ----------- | ------------- | ------------- | ------------ | ------------- |
| Апсолутни максимум, °C (°F) | 5,8 (42,4)    | 9,2 (48,6)    | 14,3 (57,7)   | 30,9 (87,6)   | 36,2 (97,2) | 38,3 (100,9) | 38,6 (101,5) | 38,5 (101,3) | 33,4 (92,1) | 26,8 (80,2)   | 14,7 (58,5)   | 5,0 (41)     | 38,6 (101,5)  |
| Средњи максимум, °C (°F)    | −9,5 (14,9)   | −7,7 (18,1)   | −0,4 (31,3)   | 11,0 (51,8)   | 20,1 (68,2) | 24,6 (76,3)  | 25,5 (77,9)  | 22,8 (73)    | 16,8 (62,2) | 7,7 (45,9)    | −1,7 (28,9)   | −6,7 (19,9)  | 8,6 (47,5)    |
| Просек, °C (°F)             | −13,7 (7,3)   | −12,6 (9,3)   | −5,8 (21,6)   | 5,2 (41,4)    | 13,1 (55,6) | 18,0 (64,4)  | 19,3 (66,7)  | 16,5 (61,7)  | 10,9 (51,6) | 3,6 (38,5)    | −4,8 (23,4)   | −10,4 (13,3) | 3,4 (38,1)    |
| Средњи минимум, °C (°F)     | −18,5 (−1,3)  | −17,8 (0)     | −11,2 (11,8)  | 0,2 (32,4)    | 6,6 (43,9)  | 11,8 (53,2)  | 13,5 (56,3)  | 11,0 (51,8)  | 6,2 (43,2)  | 0,3 (32,5)    | −8,1 (17,4)   | −14,6 (5,7)  | −1,6 (29,1)   |
| Апсолутни минимум, °C (°F)  | −48,5 (−55,3) | −43,5 (−46,3) | −34,4 (−29,9) | −29,7 (−21,5) | −9,7 (14,5) | −1,2 (29,8)  | 1,4 (34,5)   | −0,6 (30,9)  | −6,8 (19,8) | −25,6 (−14,1) | −35,1 (−31,2) | −45,0 (−49)  | −48,5 (−55,3) |
| Количина падавина, mm (in)  | 45 (17,7)     | 37 (14,6)     | 26 (10,2)     | 34 (13,4)     | 37 (14,6)   | 58 (22,8)    | 61 (24)      | 60 (23,6)    | 53 (20,9)   | 62 (24,4)     | 53 (20,9)     | 51 (20,1)    | 577 (227,2)   |
| Извор: Погода и климат      |               |               |               |               |             |              |              |              |             |               |               |              |               |

## Историја

### Праисторија
Рана историја околине Уфе датира још од палеолитских времена. На територији Уфе откривени су остаци насеља примитивног човека.

### XIV—XV век
Претпоставља се да је од 5. до 16. века на месту Уфе постојао средњовековни град. На мапи браће Пицигано (1367) и у Каталонском атласу (1375) град се отприлике налази на реци Белаји и означен је као Пасчерти (Башкорт), а такође је означен именом Пасчерти и на карти Герхарда Меркатора (1554). Француски оријенталиста Анри Кордие повезује положај Пасчертија са тренутном локацијом Уфе.
Ибн Халдун је назвао град, као један од највећих градова у Златној хорди, Башкорт.
Резултати савремених ископавања и радиокарбонских анализа показују да је насеље углавном постојало у периоду од IV до VIII века. Анализа материјала добијеног на територији споменика сугерише да би требало да говоримо о два насеља која нису међусобно повезана. Прво насеље је раносредњовековно насеље Уфа II, које је постојало у периоду од IV до VIII века а вероватно и у IX веку. Друго насеље је место неких активности у доба пре Монгола и Златне Хорде (XII—XIV век), када је главни део насеља већ одавно био напуштен, а насељени део је било мало насеље, вероватно сезонско (немогуће је убедљиво тумачити ову тврдњу због малог броја и разноликости налаза , чији удео није већи од десетине процента свих налаза).
Руски историчар 18. века Пјотр Ричков написао је да је на територији Уфе постојао велики град пре доласка Руса.

### XVI—XIX век
Званичник владе Оренбуршке губерније Василиј Ребеленски написао је да су Уфу основали Башкири.
Након што је Башкортостан 1557. ушао у Московско краљевство, Башкири су се обратили Ивану IV са молбом за изградњу града на њиховој земљи. П. И. Ричков је написао о овом догађају: "Према поузданим налазима, Башкири о изградњи овог града имали су властиту молбу 7081. (1573) године, како би имали сигурније уточиште и заштиту од непријатеља, као и повољнији порез који би плаћали. "
Племић И. А. Артемјев је у 1560. години по налогу Ивана IV дошао је у Башкирски крај да "зацрта" место за изградњу тврђаве на реци Белаји и да нацрта границу округа.
По налогу Ивана Грозног на месту модерне Уфе 1574. године саграђена је тврђава, и првобитно је носила име по брду на ком се налазила, Тура-Тау. Година 1574. се сада сматра званичним датумом оснивања Уфе. Око тврђаве се ускоро развио град који је званично признат 1586, и постаје административни центар округа Уфа. Појавом Уфијског округа у региону, успостављен је управљачки облик војводства. Према историчарима, први гувернер био је Михаил Нагој ког је послала Москва. Војвода је водио главну административну институцију града — Уфијску службену кућу. Подређена му је гарнизонска армија од 150-200 стрелаца. Изграђене су градске зидине и комерцијално и индустријско предграђе поред тврђаве, а затвор који се налазио у центру постао је познат као Кремљ. Кремљ је био окружен гомилом трупаца укупне дужине 440 метара, над његовим јужним и северним деловима уздизали су се торњеви од храстовине. Средином XVII века град добија свој грб. До тада је становништво града заједно са гарнизоном бројало око хиљаду и по хиљада људи.
Једна од најдраматичнијих страница у историји Уфе тог доба повезана је са догађајима Сељачког рата 1773-1775. Према А. С. Пушкина, првом историчару Пугачовљевог устанка, у јесен 1773. године Пугачовов сарадник, козак Иван "Чика" Зарубин "зауставио се у селу Чешноковка, десет километара од Уфе, побунио је околна села, углавном Башкирска и одсекао град од било какве комуникације. " Број побуњеника достигао је петнаест хиљада људи, а број браниоца је једва премашивао хиљаду. Граду је недостајало хране, сточне хране, горива. Побуњеници су се два пута приближавали зидинама Уфе, али нису је могли освојити. У пролеће 1774. године редовне трупе под командом потпуковника И. И. Михељсона изашле су из Казања да помогну опкољенима. Околина Уфе постала је поприште жестоких борби, и 24. марта добро наоружане владине трупе разбиле су жесток отпор побуњеника.
Пре него што је 1781. године постало седиште посебне Губерније Уфе, град је, заједно са осталим башкирским земљама, био под надлежношћу гувернера Оренбурга. Иако је реформа из 1796. поново окупила Оренбург и Уфу, 1802. град Уфа је постао ново средиште читаве Оренбуршке губерније која је обухватала велике територије модерне Републике Башкортостан, Оренбуршке области, и Чељабинске области. Током 1800-1810-их, руски архитекта шкотског порекла Вилијам Хесте развио је општи план града за Уфу као регионалну престоницу обликујући савремене обрисе овог историјског центра.
Пловни пут реке Белаје (1870) и железничка пруга Самара-Златоуст (1890) повезали су град са европским делом Руске Империје и подстакли развој лаке индустрије у граду. Као резултат тога, до 1913. године број становника Уфе порастао је на 100.000.

### XX—XXI век
Током грађанског рата 5. јула 1918. године Уфу су окупирале јединице Чехословачког корпуса, које су се супротставиле бољшевицима и ставиле под контролу структура Одбора чланова Уставотворне скупштине (Комуча). Од 8. до 23. септембра 1918. у граду је одржана државна конференција у Уфи, најрепрезентативнији форум антибољшевичких влада, политичких партија, козачких трупа и локалних влада источне Русије, а 23. септембра 1918. формирана је Привремена руска влада позната и као Уфијски директорат. У граду је влада била до 9. октобра 1918. године, након чега се преселила у Омск. Децембра 1918. Уфу су окупирале трупе Црвене армије радника и сељака. Дана 13. марта 1919. године град су заузеле трупе Александра Колчака, али 9. јуна исте године поново га је освојила Црвена армија.
Током Другог светског рата, након повлачења совјета на исток 1941. године, Абвер је деловао у Уфи, 1941. – 1943., дошло је до неке немачке инфилтрације, настале у шпијунажи 1941–1943, а одређена индустријска предузећа западних делова Совјетског Савеза евакуисана су у Уфу. Град је такође постао седиште владе Совјетске Украјине.
Током 9—10. Јула 2015. Уфа је била домаћин самита групе БРИКС и Шангајске организације за сарадњу.
Данас је Уфа индустријски центар у коме је најзначајнија производња електричне и рударске опреме, прерада нафте и петрохемијска индустрија.

## Становништво
Према прелиминарним подацима са пописа, у граду је 2010. живело 1.062.300 становника, 19.863 (1,91%) више него 2002.
| 1939.   | 1959.   | 1970.   | 1979.   | 1989.     | 2002.     | 2010.     |
| ------- | ------- | ------- | ------- | --------- | --------- | --------- |
| 257.915 | 546.878 | 770.905 | 976.858 | 1.079.765 | 1.042,437 | 1.062.319 |

Етничка структура становништва је: 54,2% Руси, 27% Татари, 11,3% Башкири, 2,6% Украјинци, 1,1% Чуваши, 1% Мари и други.
Најзначајније вероисповести становника града су хришћанство (Руска православна црква) и ислам. У Уфи се налази административни центар исламске заједнице европског дела Русије.

## Административни и општински статус
| Градска област | Административна карта                         |                 |
| --- | --------------------------------------------- | --------------- |
| \| Број на карти \| Област \| Број становника \| \| ------------- \| --------------- \| --------------- \| \| 01 \| Дјомска \| 74.701 \| \| 02 \| Калининска \| 203.873 \| \| 03 \| Кировска \| 163.609 \| \| 04 \| Лењинска \| 85.974 \| \| 05 \| Октјабрска \| 243.205 \| \| 06 \| Орџоникидзевска \| 166.479 \| \| 07 \| Советска \| 177.719 \| | Административна подела Републике Башкортостан |                 |
| Број на карти | Област                                        | Број становника |
| 01 | Дјомска                                       | 74.701          |
| 02 | Калининска                                    | 203.873         |
| 03 | Кировска                                      | 163.609         |
| 04 | Лењинска                                      | 85.974          |
| 05 | Октјабрска                                    | 243.205         |
| 06 | Орџоникидзевска                               | 166.479         |
| 07 | Советска                                      | 177.719         |

Уфа је престоница Републике , а у оквиру административних подела, служи и као административни центар Уфимског округа, иако не улази у његов саставни део. У административном дивизиону Уфа је, заједно са двадесет и четири рурална места, инкорпорирана одвојено као град од републичког значаја, и сматра се административном јединицом са статусом једнаким статусу округа. Град од републичког значаја Уфа је и административни центар општине Урбанског округа Уфе.

### Административна подела града
Као део административно-територијалне структуре, град Уфа се састоји од 7 градских области:
Два сеоска насеља су директно подређена округима (село Књазево је подређено Калининској области, а село Ветосниково Лењинској области), као и 5 сеоских савета (укључујући 22 насеља): Фјодоровски сеоски савет потчињен Калининској области, Искински сеоски савет — Кировској области, Нагаевски сеоски савет — Октјабрској облсти, Новочеркаски и Турбаслински сеоски савети — Орџоникидзевској области. Области и сеоска већа која чине град налазе се у градском округу Уфе, али они сами нису општине. Као резултат спајања сеоских насеља са периферијом града, Кировска и Октјабрска област имају некомпактне територије које се састоје од два одвојена дела. У исто време, два дела Октјабрске области раздвојена су територијама других урбаних подручја, а два дела Кировске области подељена су територијама које нису обухваћене градским областима.

## Привреда
Према Форбсу, Уфа је у 2013. години била најбољи град у Русији за посао међу градовима са преко милион становника.
Многа градска предузећа која се баве рафинисањем нафте, хемијом и машинским инжењерингом послују у Уфи. Поред тога, економија Уфе састоји се од многих нафтних, енергетских и инжењерских комплекса.
Уфа је дом око 200 великих и средњих индустријских предузећа.
Нека важна предузећа у Уфи су:
- НПО Сатурн OAO Удружење за производњу мотора Уфа: продужница НПО Сатурн (гасни турбински мотори)[36]
- Башњефт-Уфањефтехим (петрохемија): продужница Башњефта
- Рафинерија Башњефт-Новоил: продужница Башњефта
- Рафинерија Уфа: продужница Башњефта
- Башкирска фабрика за производњу тролејбуса АД[37]

### Саобраћај
Уфа је железницом повезана са остатком Русије, има железничку станицу на историјском огранку Транссибирске железнице. Уфа је једини град који је са Москвом повезан са више од једним савезним аутопутем. Аутопут М7 повезује град са Казањом и Москвом, а аутопут М5 Уфу са Москвом и азијским делом Русије.
Међународни аеродром Уфа има међународне летове за Турску, Таџикистан, Египат, Азербејџан, Узбекистан и Кипар као и домаће летове до многих руских градова, укључујући и Москву.
Метро је планирани и често одлагани систем подземне железнице, о коме се расправља од краја 1980-их, а 30. маја 1996. године одржана је свечаност којом се обележавао почетак припремних грађевинских радова, којој је присуствовао и тадашњи председник Борис Јељцин.
Јавни превоз у Уфи укључује трамваје (од 1937) и тролејбусе (од 1962), као и аутобуске и маршрутске линије.
- Међународни аеродром Уфа. Натпис "ӨФӨ" је "Уфа" на башкирском језику.
- БТЗ-52763 тролејбус
- VDL- НефАЗ аутобус
- 71-623 трамвај

## Архитектура
Најстарија преживела зграда у Уфи: стамбена једноспратна угаона кућа у улици Октобарске револуције, 57/1, чији је власник био познати рудар Демидов. Зграда је саграђена средином XVIII века. Кућа је позната по чињеници да је у новембру 1774. (према другим изворима, почетком 1775) у њој боравио руски заповедник Александар Суворов , кога је царица Катарина Велика послала да помогне у сузбијању Пугачовљевог устанка.
Градски гувернер Оренбурга, Алексеј Александрович Враски, је 1803. године развио и представио цару Александру I нацрт новог изгледа Уфе. Пројекат је израдио покрајински архитекта Д. М. Делмедико. Према новом плану, предложено је да се Уфа премести у равномернији и сувији простор. Поред ширења града, предложено је постављање нових улица преко дуго постојећих улица. Даљња судбина плана није позната.
Након пожара 1816, шкотски архитекта у руској служби, Вилијам Хесте, израдио је први план града на територији од 667,5 хектара.
Децембра 1817. године он је дошао у Уфу и заједно са покрајинским геодетом Сметанињом изменио план. У овом облику, влада је одобрила пројекат 3. марта 1819. године. Овај главни план одредио је правац изградње града током XIX века. Према Хестеовом плану, градске границе проширене су од Телеграфске улице до Николске улице и од реке Белаје до Богородскоје улице. Архитекта је успешно укомпоновао постојеће зграде и терен. Водио је улицу Бољшаја Казањскаја (главну улицу града) која је повезивала стари центар - Троицкаја и Нижњеторговују сквер - нови тржни центар града: будући Гостињи двор на Верхнеторговој скверу. У исто време, а нови административни центар Уфе - Соборнаја сквер - био је повезан са Верхнеторговој сквером са Театралном улицом. Административно и трговачко средиште Уфе остало је сачувано на територији историјског језгра града.
Највиша зграда у граду: 31-спратни небодер Идел Тауер (висина 102,3 метра), изграђен у децембру 2018. године. Смештен у северном делу града на Октобарској авенији.
Друга највиша зграда је централно представништво финансијске корпорације «Уралсиб». Она је 26-спратна зграда висока 100,5 метара. Преко пута ње налази се прва 9-спратна стамбена зграда у Уфи, саграђена 1962. године.
У 2014. години површина градског округа града Уфе у Републици Башкортостан износила је 71,6 хиљада хектара, од тога 20.000 ха на изграђеној територији. Стамбени фонд износи 23 милиона 800 хиљада квадратних метара. Стамбени простор: 21,6 квадратних метара по особи. Коефицијент густине градње у Уфи је 0,55. Просечна висина зграда: пет спратова.
У складу са оценом квалитета урбаног окружења коју су сачинили Министарство регионалног развоја Руске Федерације, Руска унија инжењера, Федерална агенција за изградњу и стамбено-комуналне услуге, Федерална служба за надзор заштите права потрошача и људског благостања, као и Московски државни универзитет Ломоносов у 2012. години, Уфа је заузела 10. место. Према интегрисаној оцени сто највећих градова Русије за 2013. годину, коју је саставио Институт за урбане студије из Санкт Петербурга, Уфа је заузела друго место по животном комфору.

### Споменици
|                                        |                                                                                 |
| Споменик Руско-башкирског пријатељства | Споменик херојима Велике октобарске социјалистичке револуције и грађанског рата |

- Споменик Руско-башкирског пријатељства — на обали реке Белаје, на Трицкој пијаци, на месту Кремља а касније катедрале Светог Тројства срушене у јуну 1956. године[45] (званично име: Споменик пријатељства у част 400. годишњице добровољног приступања Башкирије Русији).
- Споменик Салавату Јулајеву — Телецентр.
- Споменик Салавату Јулајеву испред Државне скупштине, ул. Заки Валиди, 40.
- Вечни пламен:

1. парк Ивана Степановича Јакутова,
2. Черниковка, парк Победе.

- Споменик А. М. Матросову и Губајдулину — Черниковка, парк Победе.
- Споменик погинулима у локалним ратовима и сукобима "Жалосна мајка" - Черниковка, улица Комарова.
- Споменик А. М. Матросову — парк Лењина.
- Споменик Владимиру Мајаковском — Трг Мајаковског, на раскрсници Цјурупове и Комунистичке улице.
- Споменик Владимиру Лењину — трг назван по Лењину (име враћено у новембру 2011. године).[46]
- Споменик Владимиру Лењину — Черниковка, сквер поред ДК «Химик».
- Споменик Владимиру Лењину — Дјомски округ, испред железничке станице Дјома.
- Споменик М. Гафурију - ул. Заки Валиди, испред БДТ-а.
- Споменик Акмулају на Башкирском државном педагошком универзитету М. Акмула.
- Споменик А. Д. Цјурупу (заправо биста) – Цјурупова улица, на раскрсници са улицом Октобарске револуције.
- Споменик Загиру Исмагилову на Театралном тргу код позоришта Државне опере и балета Башкира.
- Споменик Шаљапину - ул. Лењинова, Државна академија уметности Уфа.
- Споменик Максиму Горкоме — ул. Пушкинова, испред улаза у гимназију број 3.
- Споменик Ф. Е. Дзержинскоме — ул. Чернешевског, у биоскопу "Родина" и згради Савезне службе безбедности Руске Федерације у Републици Башкортостану.
- Споменик Серго Орџоникидзеу — Првомајска улица.

- Споменик Сергеју Николајевичу Тиртишном, Черниковка, стадион «Нефтјаник»
- Биста двоструког хероја Совјетског Савеза М. Г. Гарејева — булевар Славе.
- Биста генерала М. М. Шајмуратова — меморијални комплекс парка Победе.
- Биста хероја Совјетског Савеза, генерал-мајора Т. Т. Кусимова - меморијални комплекс парка Победе.
- Биста Маршала Жукова — Сипајлово, трг Жукова, угао Жуковове и улице Бајазита Бикбаја.
- Биста А. С. Пушкина — Пушкинова алеја.
- Биста С. Т. Аксакова — Пушкинова алеја.
- Биста И. С. Јакутова испред улаза у Јакутовов парк.
- Биста С. А. Худајбердина испред штампарије.

- Биста хероја Совјетског Савеза И. И. Рибалкова у Дјомском округу на тргу 112. Башкирске коњичке дивизије.
- Споменик херојима Октобарске револуције и грађанског рата.
- Споменик жртвама политичке репресије — трг 50. годишњице победе у Палати младих (бивши ДК «Јубилејни»).
- Споменик руским репресираним Немцима — трг 50. годишњице победе у Палати младих (бивши ДК «Јубилејни»).

Споменик домару (на улазу у трговински и забавни центар Мир).
- Споменик геодету испред зграде Росрестра у Републици Башкортостан, улица 50 година СССР-а, 30/5.
- Скулптурална композиција "времеплов" на тргу машинских инжењера.
- Споменик Н. Ф. Гастелу — Гастело сквер, испред некадашње зграде одељења за особље УМПО, Богородскајска улица.
- Скулптура "Точак" — ул. Пархоменко, 156.
- Плоча "Нулти километар" — Центар, Лењинова улица 28, испред главног улаза у главну пошту.
- Скулптура "Трибуна" — Цјурупова улица, између тржног центра "Централ" и "Уфа Арене".
- Споменик М. Нагоју — село 8. марта.
- Парна локомотива у округу Дјомски, у близини Факултета за железнички саобраћај Уфа, Ухтомскова улица 33.
- Споменик "Нико осим нас" посвећен ВДВ-у — у Лењиновој области, четврт Затон, у парку "Волна".
- Споменик војнику Другог светског рата — у Черниковки насупрот робне куће Калинински.
- Споменик М. Нестерову — на тргу Музеја уметности Нестеров.

### Фонтане
Уфа укупно има више од 20 фонтана. Најстарија је саграђена 1956. године у Палати културе Орджоникидзе. Сваке године отварање сезоне фонтана обележава се фестивалом, током ког су обезбеђени наступи креативних група и солиста, играни програми за децу и адолесценте.

### Баште и паркови
Уфа је зелени град, а то потврђује велики број зелених површина - шумски паркови, паркови, баште, тргови, уличице и булевари заузимају значајну површину у граду.
У 2019. години извршено је уређење многих парковских подручја и тргова.
|                   |                   |                                     |             |
| Парк В. И. Лењина | Софијушкина алеја | Врт културе и одмора С. Т. Аксакова | Парк Победе |

## Наука и образовање
Истичу се три центра за развој науке:
1. Институти Уфијског научног центра Руске академије наука: математика, физика молекула и кристала, механика, петрохемија и катализа, органска хемија и други,
2. Институције Академије наука Републике Башкортостан: Научноистраживачки институт за офталмологију, Башкирска енциклопедија, научно-издавачки комплекс, Центар за транспортну хидраулику цевовода, Истраживачки и производни институт за биотрансплантацију и биолошке производе и друге.
3. Пројектантски и истраживачки институти приватних компанија: РН-УфаНИПИњефт, Башгипроњефтехим и други.

### Универзитети
|                               |                                                  |                                    |                                          |
| Башкирски државни универзитет | Државни ваздухопловни технички универзитет у Уфи | Државни универзитет за нафту у Уфи | Башкирски државни медицински универзитет |

Постоји 8 савезних и 1 републичка државна установа за високо образовање и 3 огранка савезних државних институција високог образовања (листа хронолошким редоследом од датума оснивања):
1. Башкирски државни универзитет. Основан 1909 године као Уфијски учитељски институт.
2. Башкирски државни пољопривредни универзитет. Основан је 23. јула 1930. као Башкирски пољопривредни институт.
3. Башкирски државни медицински универзитет. Основан је 1932. године као Башкирски медицински институт.
4. Државни ваздухопловни технички универзитет у Уфи. Основан је 1932. године у Рибинску, а 1941. године је евакуисан и премештен у Уфу.
5. Државни универзитет за нафту у Уфи. Основан је 1948. године као Уфијски нафтни институт.
6. Башкирски државни педагошки универзитет М. Акмула. Основан је 1967. године као Башкирски педагошки завод.
7. Уфијски државни институт за уметност Загир Исмагилов. Отворен је 1968. као Уфијски институт уметности.
8. Уфијски правни институт Министарства унутрашњих послова Русије. Основан је 1987. године као Уфијска виша школа Министарства унутрашњих послова СССР-а.
9. Башкирска академија за државну управу и менаџмент под шефом Републике Башкортостан. Основана је 1991. године као Башкирска комерцијална академија.

Филијале савезних државних институција високог образовања:
1. Уфијска филијала Финансијског универзитета при Влади Руске Федерације. Основана је 1932. године као центар за обуку и консултације на ВЗФЕИ-у, од 1958 - филијала[47];
2. Уфијски институт (филијала) Руског економског универзитета Г. В. Плеханова[48]. Основан је 1959. године као центар за обуку и консултације Универзалног дописног института совјетске трговине[49], с 1993 года — филиал, с 1997 — современный статус;
3. Башкирски институт за физичку културу (филијала) Уралског државног универзитета за физичку културу[50][51]. Основан је 1989. године као центар за обуку и консултације Државног завода за физичку културу у Чељабинску, од 2000. године - огранак, од 2005. године - модерно име и статус[52].

Невладине институције високог образовања:
1. Башкирски институт за друштвене технологије (филијала) Академије за рад и социјалне односе. Отворен је 1963. године као образовно-консултативни центар Више школе за синдикални покрет Савеза синдиката Централног савеза, од 1998. године - огранак, од 2004. године - његов тренутни назив и статус[53].
2. Источна економска и правна академија хуманистичких наука. Основан је 1993. године као Источни универзитет хуманистичких наука.
3. Башкирски кооперативни институт (филијала) Руског универзитета за сарадњу. Организован је 1995. године као образовно-консултативни центар, од 1996. - филијала, од 2003. - институт[54];
4. Руски исламски универзитет. Основан је 1999. године као Руски исламски институт Р. Фахретдин.

Систем високог образовања у Уфи је поражавајући. Према студији Високе економске школе, Башкортостан је 46. међу регионима по упису студената на регионалним универзитетима. Уфа заузима последње место међу милионским градовима Русије по упису студената на својим универзитетима.

## Спорт

### Фудбал
- Уфа — учесник Премијер лиге Русије.
- Уфа-2 — учесник Професионална фудбалска лига (зона «Урал-Поволжје»).
- Уфа — учесник Прве лиге у фудбалу за жене (2. ранг, зона «Центар»).

### Хокеј
- ХК Салават Јулајев Салават Јулајев — учесник Континенталне хокејашке лиге, два пута шампион Русије (2007/08., 2010/11), освајач Гагариновог купа (2010/2011), два пута освајач Купа Локомотиве (2008/2009, 2011/2012), освајач Континенталног купа (2009/2010).
- Толпар — учесник Омладинске хокејашке лиге.
- Агидељ — учесник Женске хокејашке лиге, два пута шампион (2017/2018, 2018/2019).

### Кошарка
- Уфимец — учесник Суперлиге Русије.

### Одбојка
- Урал — учесник Суперлиге Русије.
- Уфимочка-УГНТУ — учесник Шампионата Русије у одбојци за жене.

### Рукомет
- Акбузат — учесник Суперлиге Русије.
- Уфа-Алиса — учесник Суперлиге Русије у рукомету за жене.

### Футсал
- Алга — учесник Шампионата Русије у футсалу.

### Хокеј на трави
- Кировец — учесник Првенства Русије у хокеју на трави.

Спортска школа Олимпијског резервата бр. 10. Хокејашка екипа основана је 1988. године, 1997, 1998, 2002. и 2003. - бронзане медаље на шампионату Русије. Године 2001, сребрну медаљу на руском првенству и финалисти Купа Русије. У 1996. и 2000. години заузели су 1. место на Руском првенству, 3. место на Спартакијади руских студената, 2009. 1. место на Руском купу у женској конкуренцији, а исте године екипа је заузела 1. место на Светском првенству, које је одржано у Финској.

### Рагби 7
- Уфа — учесник Друге рагби лиге Русије.

### Амерички фудбал
- Волкодави — учесник Источноевропске супер лиге америчког фудбала (Прва лига).

### Мачевање
У Уфи постоји један од најразвијенијих мачевалачких клубова Руске Федерације.

### Стони тенис
Први званични меч у столном тенису у Уфи одржан је 22. јануара 1928. у клубу Савеза трговинских службеника (Лењинов Ст., 14, некадашња Племићка скупштина).
Сви клубови у Уфи су под окриљем Савеза стоног тениса Републике Башкортостан.
У Уфи се више од 5000 деце бави стоним тенисом, одржавају се стотине републичких такмичења, на којима учествују више од 10 хиљада такмичара. Створен је Клуб стоног тениса Баш. У 2014. години, на иницијативу Руске федерације стоног тениса, руководство Републике Башкортостан одлучило је да изгради Центар за стони тенис Републике Башкортостан у Уфи.

## Међународни односи

### Дипломатске и конзуларна представништва
- Русија — представништво Министарства спољних послова Русије
- Белорусија — канцеларија амбасаде
- Таџикистан — генерални конзулат

### Центри за издавање виза
- Аустрија — виза центар[59]
- Бугарска — виза центар[59]
- Немачка — виза центар[59]
- Грчка — виза центар[59]
- Данска — виза центар[59]
- Шпанија — виза центар
- Италија — виза центар
- Литванија — виза центар[59]
- Малта — виза центар[59]
- Холандија — виза центар[59]
- Норвешка — виза центар[59]
- Финска — виза центар[60]
- Хрватска — виза центар[59]
- Чешка Република — виза центар[59]
- Швајцарска — виза центар[59]
- Шведска — виза центар[59]

### Градови побратими
- Анкара, Турска[61]
- Хале, Немачка[61]
- Беч, Аустрија[61]
- Шенјанг, Кина[61]
- Хефеј, Кина[61]
- Ћићихар, Кина[61]
- Нанчанг, Кина[61]
- Нур Султан, Казахстан[61]
- Бишкек, Киргистан[61]
- Минск, Белорусија[62]

### Партнерски градови
- Маскат, Оман[63]
- Лајпциг, Немачка[61]
- Сухуми, Абхазија[61]
- Китакјушу, Јапан[61]
- Мерсин, Турска[63]
- Павлодар, Казахстан[61]
- Чунгкинг, Кина[63]
- Јекатеринбург, Россия[61]
- Казањ, Россия[61]
- Оренбург, Русија[61]
- Самара, Русија[63]
- Чељабинск, Русија[61]
- Перм, Русија[61]
- Стерлитамак, Русија[61]
- Јакутск, Русија[61]
- Краснодар, Русија[63]
- Сочи, Русија[61]